# 為替安定化基金
為替安定化基金（かわせあんていかききん、Exchange Stabilization Fund、ESF）は米国財務省の緊急予備資金で、通常は為替介入に使用される。 
この仕組みにより、中央銀行が直接介入するのとは異なり、米国政府は国内の通貨供給量に直接影響を与えずに為替レートに影響を与えることができる。
2019年9月時点で、国際通貨基金（IMF）からの特別引出権（SDR）500億ドルを含む、930億ドル相当の資産を保有している。

## 基金創設の背景
米国の為替安定化基金は、1934年の金準備法の条項によって財務省に設立された。 英国の為替平衡勘定への対応を意図したものであった。基金は1934年4月に、アーチー・ロクヘッド理事のもと、政府がドルの切り下げによって得た28億ドルの金剰余金のうち20億ドルを財源に運用を開始した。この法律は、ESFがその資本を使って金と外国為替を取引し、ドルの為替価値を安定させることを許可した。当初設計されたESFは、立法府の監督を受けない行政府の一部であった。当初は2年間の認可で、大統領または議会による延長が可能であったが、1945年のブレトン・ウッズ協定法により恒久化された。 
1968年の特別引出権法により、米国政府が取得したIMFの特別引出権（SDR）の受取人はESFとなった。ESFは、SDRを担保に証書を発行し、連邦準備制度理事会に売却することでSDRを自己勘定取引でドルに変換し、その後、余剰資金ができたときに買い戻すことができる。連邦準備制度理事会は証書を連邦準備通貨の担保として一部使用している。

## 基金の運用
ESFはもともと、金本位制の崩壊に伴い、ドルの国際的な価値を安定させるために作られたものだった。1936年の三国通貨協定の下、財務省はESFを利用して、フランスとイギリスの保有するドルを金に換える際の為替レートを毎日保証した。この基金の使用は、財務長官の幅広い裁量に任されていたため、国際通貨情勢の変化への適応性が高いことが証明された。数十年にわたり、各国政府はドル危機に対して、長期的な解決策を見出すまでの緊急防衛手段として繰り返し利用してきた。また、米国の利益のために外国に融資することもあった。
ブレトンウッズ体制の確立に伴い、ESFはIMFに当初米国が負担していた資本を拠出し、二次的な役割に退いた。1953年後半の最初の債務上限危機の際、ESFはその金準備の一部を使って連邦準備銀行から債務を買い取り、政府に追加の借り入れ余地を作った。ジョン・F・ケネディのドルと金の交換性の約束に関する国際懸念から1961年初に米国からの金流出が起こった。これに対してESFは、IMFが金償還の代わりに直接通貨交換で支払いを決済できる信用枠を設けるのに十分な期間、外貨購入に戻った。この新しいIMFの制度は、ドルに対する投機的な攻撃という問題を完全に解決するものではなかった。1962年以降、ESFは米国金の流出を防ぐため、連邦準備制度理事会の支援と特別な借り入れによって、通貨市場への介入を強めていった。ニクソン・ショックの一環として米ドル紙幣と金との兌換が終了したことは、こうした努力の最終的な失敗を意味した。これ以上金を必要としなくなったESFは、金を法定価格で財務省に売却し、財務省はその一部をオークションで売却した。
米国政府は1994年のメキシコペソ危機の際、ESFを利用してメキシコに200億ドルの通貨スワップや融資保証を提供した。当時、クリントン大統領はメキシコ安定化法を議会で可決しようとしたが失敗したため、これはやや物議を醸した。ESFを利用すれば、立法府の承認が不要になる。これに対し、議会は1995年のメキシコ債務開示法を可決し、クリントン大統領は署名した。この法律は、ESFの使用を暗黙のうちに認めたが、融資の状況について6カ月ごとに議会に報告することを義務付けた。危機の終わりには、米国はこの融資で5億ドルの利益を得た。
2008年9月にリーマン・ブラザーズが破綻し、マネー・マーケット・ファンドが暴落した後、ヘンリー・ポールソン財務長官がESFを使った資金保証を申し出た。ほぼすべてのマネー・マーケット・ファンドがこの申し出を受け入れ、市場の沈静化に貢献した。ファンドは保証プログラムの利用料として12億ドルを支払い、最終的に保証は行われなかったが、議会は今後このような保証を提供するためにファンドを利用することを禁止した。
COVID-19パンデミック時の経済救済を目的とした2020年CARES法は、ESFに対する2008年以降の制限を一時的に解除し、5000億ドルという壮大な予算を計上した。このうち最大460億ドルは航空会社や国家安全保障に重要な産業への融資や保証に、残りは連邦準備制度理事会の緊急信用枠を支援するために利用された。ESFは、リスクの高いパンデミック状況下で行われた融資の損失から連邦準備銀行を守るため、これらの組織に株式の拠出を行うものでした。CARES法の予算は一時的なもので、ESFの通貨運用資金とは別に計上されていた。同法は、2026年までに計上された資金を返済し、残余利益は社会保障年金信託基金に支払うことを義務付けていた。退任する財務長官スティーブン・ムニューシンは、2020年11月、連邦準備制度理事会関係者の意向に反していくつかの組織からの資本を引き出し、物議をかもし、2021年の連結歳出法では、未使用の479億ドルが取り消された。2022年9月にESFはCARES法の取引に関する190億ドルを負った。
2023年3月にシリコンバレー銀行が破綻した後、ESFは、銀行が特別な条件で債券を担保に借りられるようにする連邦準備制度の緊急信用プログラムである2023年のアメリカ合衆国における銀行破綻の援護政策として250億ドルを拠出した。